# Filomena Teta Estevão
Filomena Teta Estevão é uma bispa anglicana angolana, responsável pela Diocese de Bom Pastor. Foi a primeira mulher eleita bispa em Angola e na província da Igreja Anglicana de Moçambique e Angola.

## Vida pessoal e educação
Filomena nasceu na província do Uíge, filha do pastor Arménio Sebastião Teta e de Joana Maria das Neves Teta. Cresceu na igreja, mas sentiu o chamado ministerial apenas depois dos trinta anos. Começou o trabalho religioso no Centro de Oração do Cassequel, e depois acompanhando sua irmã gêmea, Ana, na paróquia anglicana de Santo Estevão. Casada com o médico Hortênsio Amílcar Valente Estevão, é mãe de dois filhos. Licenciada em Economia pela Universidade Agostinho Neto e tem o grau de Mestre em Direito Fiscal, pela Universidade Clássica de Lisboa.

## Ministério ordenado
Foi uma das três primeiras mulheres ordenadas ao diaconato na Diocese de Angola, então parte da província da Igreja Anglicana da África Austral, pelo bispo André Soares, em 25 de março de 2003, em celebração que contou com a presença da Vice-Presidente da Assembleia Nacional, Joana Lina Ramos Baptista, e do Diretor Geral dos Assuntos Religiosos. Filomena foi enviada para trabalhar como diaconisa na paróquia de Santo Estêvão, em Luanda.
Em janeiro de 2013, na mesma semana em que Dom André Soares dividiu o distrito de Luanda e instituiu a primeira mulher como delegada episcopal de um dos dois novos distritos, Reverenda Filomena Teta foi reconhecida oficialmente como registradora diocesana. Ela recebeu a ordenação ao presbiterato em 19 de maio de 2013, em celebração na paróquia São José, com outras duas mulheres; no mesmo mês, Dom Soares já havia ordenado outra diaconisa ao presbiterato. Naquele momento, Reverenda Filomena trabalhava no Ministério das Telecomunicações e de Informação, na função de Consultora do Secretário do Estado, para o qual foi nomeada em novembro de 2012. Na Igreja, era presbítera da paróquia de São João Baptista e Capelã da Juventude da Igreja Anglicana em Angola.
Em 2021, a então Diocese de Angola foi dividida em cinco novas dioceses; Dom André continuou na liderança da nova Diocese do Bom Pastor. Após exercer outras funções, Reverenda Filomena atuava como vigária-geral do Bom Pastor, quando foi eleita como sucessora de Dom André Soares em reunião da diocese em 8 de julho de 2023. Assim, a bispa Teta supervisionará a igreja anglicana na metade norte da capital Luanda e nas províncias de Bengo, Cabinda, Kwanza Norte e Malange.
Foi consagrada bispa em 3 de setembro de 2023, em cerimônia presidida pelo primaz Carlos Matsinhe. A Ministra de Estado para a Área Social, Dalva Ringote, participou da cerimônia, representando o governo angolano, onde destacou o papel da Igreja como parceira importante do Executivo no processo de consolidação da paz, unidade e reconciliação nacional. Bispa Filomena Teta foi entronizada no mesmo dia.
Como bispa diocesana, Rev.ª Filomena Teta faz parte do Conselho da Igreja Anglicana em Angola, do qual é tesoureira. É ativa no ecumenismo, como membro do Conselho de Igrejas Cristãs em Angola (CICA).
Em janeiro de 2024, Filomena participou do encontro inaugural Irmãs Anglicanas da África Caminhando Juntas, em Limuru, Quênia, com as outras cinco bispas anglicanas africanas, após o qual As Seis da África divulgaram um comunicado enfatizando a necessidade de liderança feminina autêntica e pedindo à igreja que acabe com seu silêncio sobre as desigualdades de gênero. Entre o final de janeiro e início de fevereiro de 2025, as seis bispas se reuniram novamente, em Lesoto, para o Conselho Consultivo do Centro África 6 para Liderança e Pesquisa de Mulheres Anglicanas na África (CAWLRA). 

## Obras
- O Impacto Missional do Crescimento da Igreja (2025)[17]